# Spellemannprisen
A Spellemannprisen egy norvég zenei díj, amit norvég zenészeknek adnak át minden évben, gyakran a norvég Grammy-díjként tekintenek rá. A díjat az IFPI alapította meg. Az első díjátadása 1973-ban volt, akkor az előző évben sikert elérő előadókat díjazták, és egészen mostanáig díjazzák. A díjazás bizottsága a norvég IFPI és a FONO egyes tagjaiból áll, ők ítélik meg, hogy melyik előadó kapja a díjat. A díjazásnak jelenleg 21 kategóriája van.
A díjátadásokat általában januárban vagy februárban rendezik le, az előző év kiemelt előadóit és albumait díjazva. Az átadásokat élőben közvetítik az NRK televíziócsatornán, viszont 2002-től 2010-ig a norvég TV2-n volt a közvetítés.

## Külső hivatkozások
- az eddigi díjazottak és kategóriák listája 1972-től
- a Spellemennprisen hivatalos weboldala